# Distolasterias robusta
Distolasterias robusta är en sjöstjärneart som först beskrevs av Ludwig 1905.  Distolasterias robusta ingår i släktet Distolasterias och familjen trollsjöstjärnor. Inga underarter finns listade i Catalogue of Life.